# ارکیده عنکبوتی کوهی
ارکیده عنکبوتی کوهی (نام علمی: Caladenia lyallii) نام یک گونه از سرده ارکیده‌های عنکبوتی است.